# Sonnenzeit

Anzeige der wahren Ortszeit auf einer Sonnenuhr an einem Kirchturm

Die Sonnenzeit ist das am Lauf der Sonne orientierte Zeitmaß. Dabei wird unterschieden zwischen der wahren Sonnenzeit (WSZ) und der mittleren Sonnenzeit (MSZ).
Die Sonnenzeit ist vom Längengrad des Beobachtungsortes abhängig, was in den Bezeichnungen wahre Ortszeit (WOZ) für WSZ und mittlere Ortszeit (MOZ) für MSZ zum Ausdruck kommt.
Die wahre Sonnen- oder Ortszeit verläuft nicht gleichmäßig, so dass gewöhnliche Sonnenuhren (siehe erste nebenstehende Abbildung), die sie anzeigen, etwas „ungenau“ sind (siehe Zeitgleichung).
Die mittlere Sonnen- oder Ortszeit verläuft gleichmäßig. Sie beruht auf einer fiktiven Sonne, die gleichmäßig und nicht in der Ekliptik, sondern auf dem Himmelsäquator  „läuft“. 
Die Zeit bis zum nächsten Meridian-Durchgang ist an allen Tagen gleich lang, während sich die wahre Sonne über ein Jahr mal etwas verspätet oder zu früh ist. Der Gebrauch der mittleren Ortszeit als gleichmäßig verlaufende Zeit wurde seit der Verwendung mechanischer Uhren im hohen Mittelalter erforderlich. Solche Uhren gleichmäßig gehend zu bauen war und ist einfacher, als mit ihnen die ungleichmäßige wahre Sonnenzeit nachzubilden.

## Bezug zur Zonenzeit

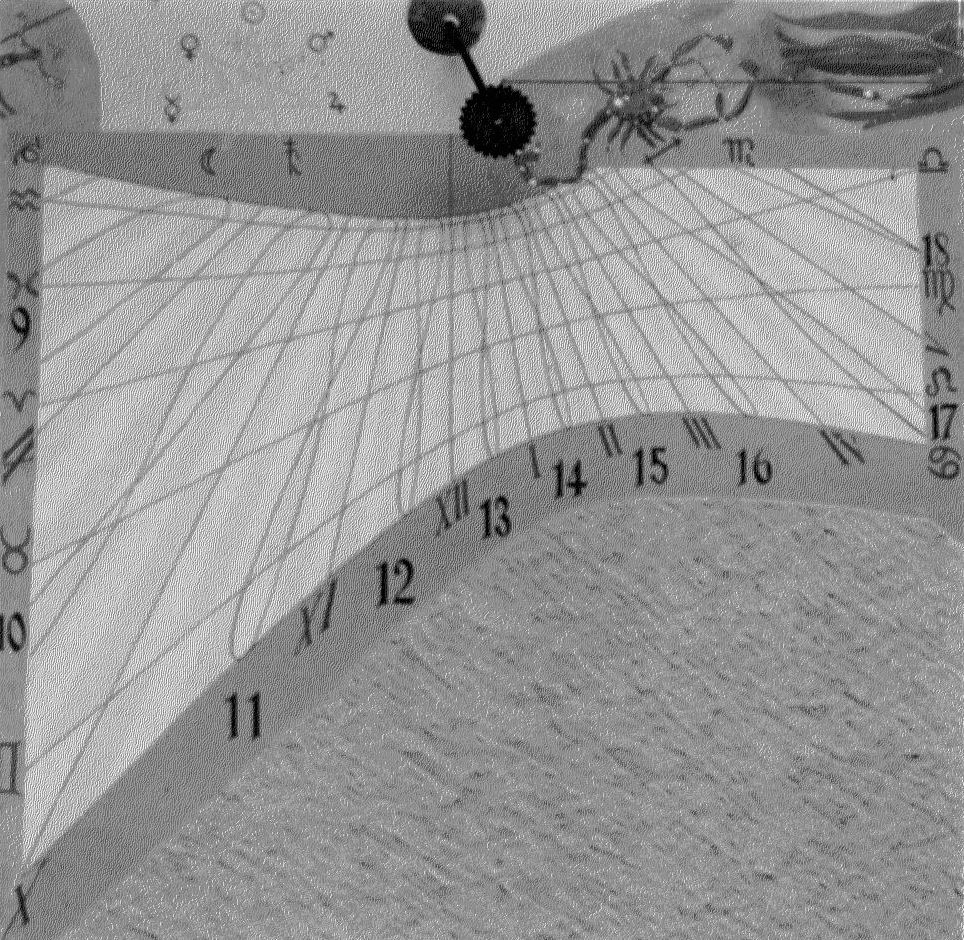
Wandsonnenuhr mit Stunden-Linien für WOZ und Stunden-Schleifen für MEZ (Standort etwa 8° Ost)

Die wahre Sonnenzeit bestimmte früher das tägliche Leben. Sie hat aber zwei Nachteile, denn sie ergibt erstens verschiedene Uhrzeiten je nach Längengrad des Orts und zeigt zweitens auch eine über das Jahr variierende Länge von Tag und Stunde. Der zweite Nachteil wird durch die mittlere Sonnen- oder Ortszeit MOZ behoben. Zeitangaben in mittlerer Ortszeit weichen in jährlich nahezu periodischer Weise von der in wahrer Ortszeit ab, maximal um ±16 min. Zur Behebung des erstgenannten Nachteils werden auf der Erde größere Zeitzonen gebildet, in denen jeweils gleiche Uhrzeit gilt (Zonenzeit). Die Zonenzeit ist die mittlere Sonnenzeit derjenigen Orte, die auf dem ausgewählten Längengrad liegen. Für die in Deutschland geltende mitteleuropäische Zeit (MEZ) sind dies Orte auf 15° östlicher Länge (z. B. Görlitz). Daher geht die mittlere Sonnenzeit im westlichsten Punkt Deutschlands gegenüber der MEZ etwa 36 min nach (die WOZ zeitweise noch mehr). 
Auf der nebenstehend abgebildeten Sonnenuhr wird die MEZ auf schleifenförmigen Stundenlinien (Analemma-Figuren) anzeigt, d. h. dass sowohl die Zeitgleichungs- als auch die Zeitzonen-Korrektur vorgenommen ist.

## Ungleichmäßigkeit – wahre und mittlere Sonnenzeit
Die Sonnenzeit hat entsprechend ihrer Definition als Stundenwinkel der Sonne die Richtung zur Sonne als Merkmal. Der Sonnentag ist etwas länger als der siderische Tag, da die Sonne (scheinbar) einmal im Jahr um die Erde läuft. Ein fiktiver unendlich weit entfernter Fixstern, der die siderische Zeit angibt, ist hingegen unbeweglich im Himmel. Der Sonnentag ist länger, weil der Sonnenumlauf und die Drehung der Erde um sich selbst gleiche Richtung haben. Er ist nicht konstant, weil er auf einer elliptischen Bahn und nicht auf einer Kreisbahn erfolgt. Seine Ungleichheit ist nochmals größer, weil die auf der Sonnenbahn schräg stehende Erdachse ihre Richtung relativ zu den Fixsternen beibehält, ihre Richtung relativ zur Sonne somit übers Jahr ändert.
Als gleichmäßig ablaufende Zeit für die Messung der Tagesstunden bietet sich eine mittlere Sonnenzeit an. Sie wird als Stundenwinkel (± 180°) einer im doppelten Sinne fiktiven mittleren Sonne angegeben.
- Sie läuft mit konstanter Winkelgeschwindigkeit um die Erde (Kreis- anstatt Ellipsenform ihrer Bahn).
- Ihre Umlaufbahn befindet sich in der Ebene des Himmelsäquators (die Erdachse ist darauf senkrecht).

## Zusammenhang mit der Ortszeit
Die Kulminationen der Sonne finden in Orten, die nicht auf demselben Längengrad liegen, nicht gleichzeitig statt. Ihre Sonnenzeiten sind verschieden, bzw. die Sonnenzeit ist eine längengradabhängige oder vereinfacht gesagt eine ortsabhängige Größe. Die Sonnenzeit ist somit eine Ortszeit; analog zur oben eingeführten Unterscheidung spricht man von wahrer Ortszeit (WOZ) und mittlerer Ortszeit (MOZ).

### Orts- und Zonenzeit
Die von den mechanischen Uhren angezeigte mittlere Ortszeit war anfänglich mit der mittleren Sonnenzeit identisch. Mit der Bildung von Zeitzonen wurde das störende Nebeneinander von mittleren Ortszeiten benachbarter Städte zugunsten von in breiteren Zonen gültigen Zonenzeiten beseitigt. In Erinnerung an die Zeitverschiebung zwischen Orten auf verschiedenen Längengraden ist die Bezeichnung Ortszeit als Synonym für Zonenzeit noch in Gebrauch (z. B. in Flugplänen für Langstreckenflüge), wobei aber aus einem Ort eine relativ breite Zone geworden ist. Die Bindung an die von der Sonne bestimmte Tageszeit ist damit weitgehend verloren gegangen. Es gibt Zeitzonen, durch die der Längengrad, auf dem die mittlere Sonne eine mittlere Ortszeit „macht“, nicht verläuft. Folgerichtig ist, dass bei Verwendung von Ortszeit als Synonym für Zonenzeit die Rolle der Sonne als „Zeitmacher“ in der Regel unbeachtet bleibt.

### Ermittlung der Wahren Sonnen- bzw. Ortszeit aus der Zonenzeit und der Zeitgleichung
Die mittlere Ortszeit MOZ eines beliebigen Ortes lässt sich wie folgt aus einer beliebigen Zonenzeit ZZ ermitteln. Dabei ist λ der Längengrad dieses Ortes. Neben der verwendeten Zonenzeit wird ihr Bezugslängengrad λ0 benötigt. Der Bereich der Längengrade ist -180° ... 0° ...+180° (negative Werte westlich vom Nullmeridian, positive Werte östlich vom Nullmeridian). Für die Mitteleuropäische Zeit MEZ ist λ0 = +15°. Zwischen zwei benachbarten Zeitzonen ändert sich λ0 i. d. R. um ±15°.
{\displaystyle MOZ=ZZ-{\frac {24\mathrm {\,h} }{360^{\circ }}}\cdot (\lambda _{0}-\lambda )}
Die wahre Ortszeit WOZ ergibt sich daraus durch die Berücksichtigung des Wertes ZGL der o. g. Zeitgleichung:
{\displaystyle WOZ=MOZ+ZGL}
Beispiel:
Ermittelt wird zunächst die momentane {\displaystyle WOZ} für einen Ort mit Längengrad {\displaystyle \lambda =-9^{\circ }} (Zeitzone mit UTC -1) aus der als bekannt angenommenen momentanen Mitteleuropäischen Zeit (Zeitzone mit UTC +1) {\displaystyle ZZ=MEZ=12\,\mathrm {h} }. Der Wert der Zeitgleichung am betreffenden Tag ist {\displaystyle ZGL=4\,\mathrm {min} }. Damit wird die {\displaystyle MOZ} zur {\displaystyle WOZ} korrigiert.
{\displaystyle MOZ=12\,\mathrm {h} -{\frac {24\mathrm {\,h} }{360\mathrm {\,grad} }}\cdot (+15^{\circ }--9^{\circ })=10{,}4\,\mathrm {h} =10:24\,\mathrm {Uhr} }
Die Uhrzeit (ZZ) in zwei westlicheren Zeitzonen ist 2 Stunden niedriger. Da der betreffende Ort aber nicht auf dem dortigen Bezugslängengrad 15° West, sondern auf 9° West liegt, erhöht sich die Uhrzeit (MOZ) wieder um 6° mal 24h/360° (= 4 min/°), also um 24 min.
{\displaystyle WOZ=10:24\,\mathrm {Uhr} +4\,\mathrm {min} =10:28\,\mathrm {Uhr} }
Eine einfache, die wahre Sonnenzeit anzeigende Sonnenuhr, geht an diesem Tag (z. B. am 13. September) “4 Minuten vor” gegenüber einer aufwändigen, die mittlere Sonnenzeit anzeigenden Sonnenuhr.